# Parachiona picicornis
Parachiona picicornis – owad z rodziny bagiennikowatych (Limnephilidae) z rzędu Trichoptera (chruściki), larwy żyją w środowisku wodnym, w źródliskach (zob. źródło, krenobiont). Starsze stadia larwalne wychodzą na ląd, gdzie następuje przepoczwarczenie. Postacie dorosłe – imagines – żyją w środowisku lądowym, przypominają swoim wyglądem ćmy.